# Henry Scholfield
Pour les articles homonymes, voir Scholfield.
Henry Chadwick Scholfield (19 septembre 1866-4 septembre 1935) est un homme politique canadien de l'Ontario. Il est député provincial conservateur de la circonscription ontarienne de Wellington-Sud de 1911 à 1914 et de Saint-Georges de 1926 à 1934,.

## Biographie
Né à Lloydtown (en) dans le Canada-Ouest (Ontario), Scholfield travaille à la The Dominion Bank (en) et devient gestionnaire de la succursale de Guelph. Alors installé à Toronto, il devient cofondateur et vice-président de Page-Herrsey and Company.
Élu dans Wellington-Sud en 1911, il réalise un mandat. Candidat défait dans Toronto-Sud-Est en 1919, il redevient député dans St. George en 1926. Réélu en 1929, il est défait en 1934. Durant son dernier mandat, il sert comme ministre sans portefeuille dans le gouvernement de George Stewart Henry.
Après sa retraite de la politique, il souffre d'une attaque cardiaque en août 1935 et meurt à son domicile de Toronto dix jours plus tard.